# Maritiem-Archaïsche cultuur
De Maritiem-Archaïsche cultuur (Engels: Maritime Archaic) was een Noord-Amerikaanse archeologische cultuur uit de archaïsche periode. De nomadische cultuur was verspreid over een gebied dat zich uitstrekt van het Oost-Canadese schiereiland Labrador tot in de noordoostelijke Amerikaanse staat Maine.

## Geschiedenis
De vroegste periode wordt als Early Maritime Archaic aangeduid (ca. 6000–2500 v.Chr.). Langs de kusten van Labrador en Quebec zijn begraafplaatsen uit deze tijd gevonden bij de Straat van Belle Isle, namelijk te Blanc-Sablon en L'Anse Amour. Ook in het noorden van Labrador is deze vroege periode aantoonbaar. De meeste vondsten hebben te maken met de jacht op kariboes, walrussen en robben. Daartoe behoren onder andere stenen punten van speren en stenen bijlen.
Hierop volgde de Late Maritime Archaic (ca. 2500–1500 v.Chr.) met een veel groter aantal vindplaatsen tussen Île du Petit Mecatina en Blanc-Sablon. Gelijkaardige werktuigen zijn gevonden als uit de vroege periode, al waren er in de late periode ook werktuigen gemaakt van Ramah Chert. Dat is een soort hoornsteen, een doorschijnende steensoort, die in het noorden van Labrador voorkomt. Meerdere gezinnen woonden al bij elkaar in langhuizen. Omdat de manier van leven zich hier kennelijk van dat in naburige gebieden als Labrador onderscheidde, spreekt men van het Mecatina-Complex.

## Belangrijke sites

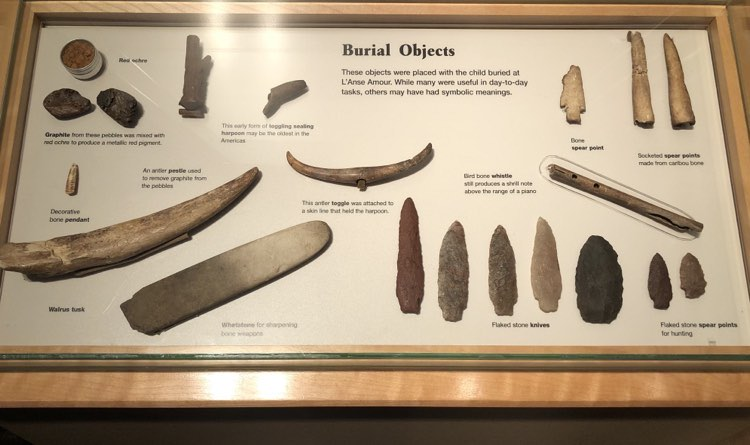
Grafvondsten uit de Maritiem-Archaïsche grafheuvel van L'Anse Amour tentoongesteld in The Rooms

Circa 5500 v.Chr. bouwden leden van de cultuur de grafheuvel van L'Anse Amour aan de zuidkust van Labrador. Het is de oudst gekende grafheuvel op het Amerikaanse continent.
Op het in Noord-Labrador gelegen South Aulatsivik Island bevinden zich bij Ballybrack Hill eveneens twee Maritiem-Archaïsche grafheuvels. Ze zijn gedateerd rond 5000 v.Chr.
In Port au Choix, aan de westkust van Newfoundland, bevindt zich een archeologische site van de Maritiem-Archaïsche cultuur die vooral belangrijk is vanwege zijn grote begraafplaats. De site van Port au Choix was in gebruik van ca. 2400 tot 1200 v.Chr.